# Charlestown (Canouan)
Charlestown ist der Hauptort der Insel Canouan, die dem Staat St. Vincent und die Grenadinen angehört. Der Ort liegt im Süden der Insel.